# Liste de jeux Neo-Geo Pocket et Neo-Geo Pocket Color

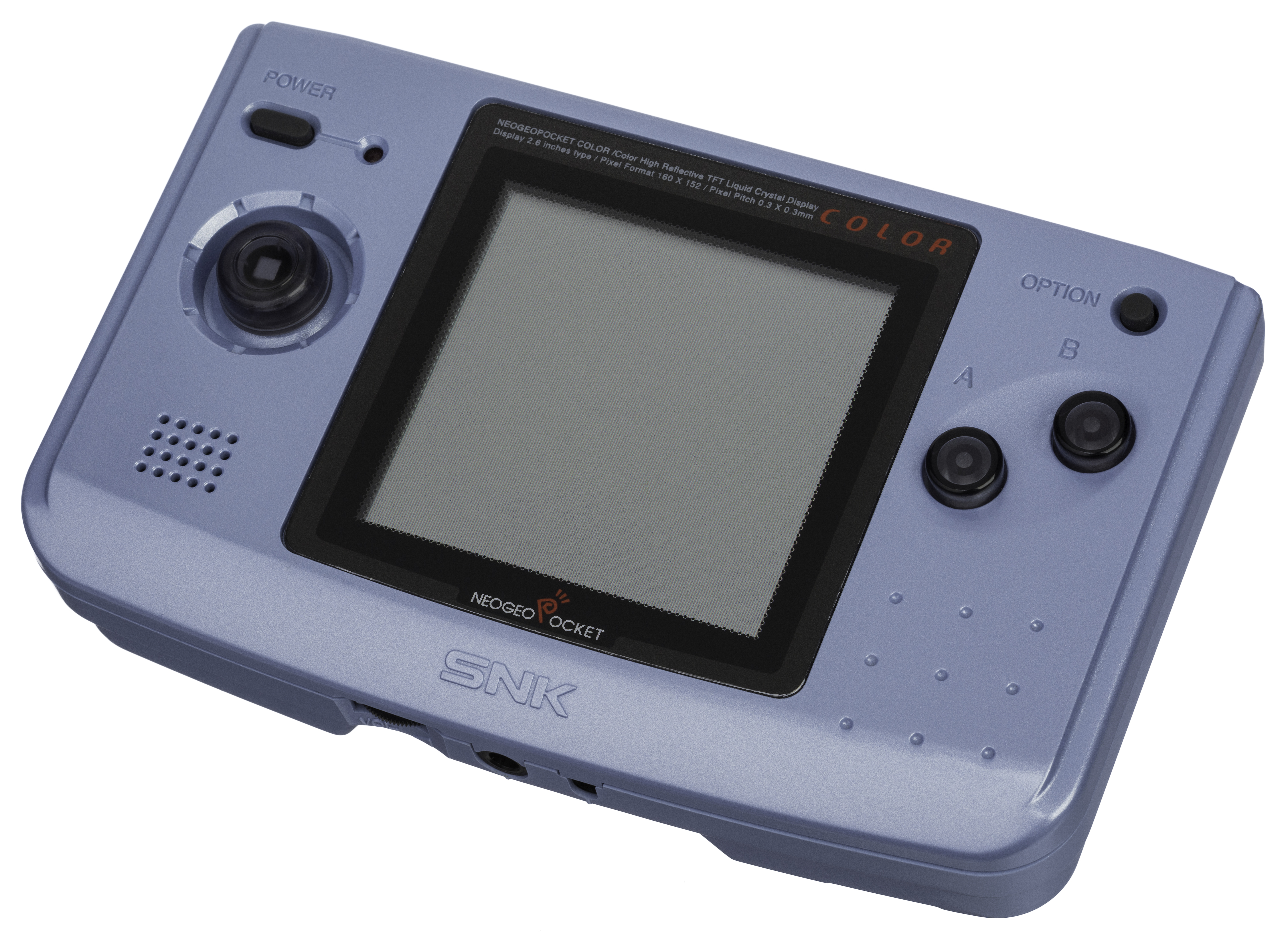
La Neo Geo Pocket Color

Ceci est la liste des jeux sorti sur Neo-Geo Pocket et sur Neo-Geo Pocket Color, par ordre alphabétique.
Légende:
J  = sorti seulement au Japon

M = jeu monochrome
- Haut – A
- B
- C
- D
- E
- F
- G
- H
- I
- J
- K
- L
- M
- N
- O
- P
- Q
- R
- S
- T
- U
- V
- W
- X
- Y
- Z

## B
- Baseball Stars - M
- Baseball Stars Color
- Big Bang Pro Wrestling
- Bikkuriman 2000: Viva! Pocket Festival! - J
- Biomotor Unitron

## C
- Cool Boarders Pocket
- Cool Cool Jam
- Cotton: Fantastic Night Dreams
- Crush Roller

## D
- Dark Arms: Beast Busters 1999
- Delta Warp - J
- Densetsu no Ogre Battle Gaiden: Zenobia no Ōji - J
- Densha de Go!2 on Neo-Geo Pocket - J
- Dive Alert - Becky's Version
- Dive Alert - Matt's Version
- Dokodemo Mahjong - J
- Dynamite Slugger - J

## E
- Evolution: Eternal Dungeons

## F
- Faselei!
- Fatal Fury: First Contact

## G
- Ganbare Neo Poke-Kun - J

## I
- Infinity Cure - J

## K
- Kikōseki Unitron - J
- King of Fighters R-1 - M
- King of Fighters R-2
- King of Fighters, The: Battle de Paradise - J
- Koikoi Mahjong - J

## L
- Last Blade, The: Beyond the Destiny

## M
- Magical Drop Pocket
- Master of Syōgi - J & M
- Master of Syōgi Color - J
- Melon-chan no Seichō Nikki - J  & M
- Memories Off Pure - J
- Metal Slug: 1st Mission
- Metal Slug: 2nd Mission
- Mezase! Kanji Ō - J
- Mizuki Shigeru no Yōkai Shashin Kan - J

## N
- Neo Baccarat
- Neo Cherry Master - M
- Neo Cherry Master Color
- Neo DerbyChamp - J
- Neo Dragon's Wild
- Neo Mystery Bonus
- Neo Poke Pro Yakyū - J
- Neo Turf Masters
- Neo Twenty One
- NeoGeo Cup '98 - M
- NeoGeo Cup '98 Plus
- Nige-ron-pa - J

## O
- Oekaki Pazuru - J

## P
- Pac-Man
- Pachinko Hissyō Guide: Pocket Parlor - J
- Pachisuro Aruze Ōgoku Pocket: Azteca - J
- Pachisuro Aruze Ōgoku Pocket: Dekahel 2 - J
- Pachisuro Aruze Ōgoku Pocket: Delsol 2 - J
- Pachisuro Aruze Ōgoku Pocket: e-Cup - J
- Pachisuro Aruze Ōgoku Pocket: Hanabi - J
- Pachisuro Aruze Ōgoku Pocket: Oohanabi - J
- Pachisuro Aruze Ōgoku Pocket: Porcano 2 - J
- Pachisuro Aruze Ōgoku Pocket: Ward of Lights - J
- Party Mail - J
- Picture Puzzle
- Pocket Love If - J
- Pocket Reversi
- Pocket Tennis - M
- Pocket Tennis Color
- Puyo Pop
- Puzzle Bobble Mini - jeu également connu aux États-Unis sous le nom Bust-A-Move Pocket
- Puzzle Link
- Puzzle Link 2

## R
- Renketsu Puzzle Tsunagete Pon! - M
- Rockman Battle & Fighters - J

## S
- Samurai Shodown!: Pocket Fighting Series - M
- Samurai Shodown! 2: Pocket Fighting Series
- Shanghai Mini
- Shōgi no Tatsujin - J - M
- Shōgi no Tatsujin Color - J
- SNK Gals' Fighters
- SNK vs. Capcom: Card Fighters Clash - Capcom Version
- SNK vs. Capcom: Card Fighters Clash - SNK Version
- SNK vs. Capcom: Card Fighters 2 - Expand Edition - J
- SNK vs. Capcom: The Match of the Millennium
- Sonic the Hedgehog Pocket Adventure
- Soreike!! Hanafuda Dōjyō - J
- Super Real Mahjong - J

## W
- Wrestling Madness - Version Beta de Big Bang Pro Wrestling

## Z
- Haut – A
- B
- C
- D
- E
- F
- G
- H
- I
- J
- K
- L
- M
- N
- O
- P
- Q
- R
- S
- T
- U
- V
- W
- X
- Y
- Z